# Ефросинья Мстиславна
Ефросинья Мстиславна (Фружина; 1130—1193) — дочь киевского Великого князя Мстислава Владимировича от его второй жены Любавы, дочери новгородского посадника Дмитрия Завидича. C 1146 по 1162 год — королева Венгрии.

## Биография
В 1146 году в 16-летнем возрасте вышла замуж за своего ровесника венгерского короля Гезу II из династии Арпадов. Геза противостоял претендовавшему на венгерский престол Борису Коломановичу, внуку великого киевского князя Владимира Мономаха.
В Венгрии королева оказывала большое влияние на мужа. Так, ради неё Геза несколько раз помогал её брату Изяславу в борьбе за престол.
Ещё более сильным стало влияние Евфросиньи на венгерскую политику, когда в 1162 году Геза II скончался, и ему наследовал их сын Иштван III. Первое правление Иштвана, впрочем, длилось не больше двух месяцев, так как византийский император Мануил I Комнин решил посадить на венгерский трон дядю Иштвана Ласло II, согласного подчинить Венгрию его влиянию. Евфросинье, Иштвану и его двоим младшим братьям пришлось укрыться в Пожони, а затем в Австрии. Евфросинье удалось склонить чешского короля Владислава II оказать её сыну Иштвану военную помощь. В июне 1163 года с помощью Владислава и при поддержке императора Священной Римской империи Фридриха I Барбароссы Иштвану удалось вернуть себе венгерский престол. Две дочери Евфросиньи вышли замуж за двоих сыновей Владислава.
Во время правления сына Евфросинья жила при королевском дворе в спокойствии и уважении. Но в марте 1172 года Иштван скоропостижно умер (вероятно, был отравлен), через несколько дней после рождения умер и его посмертный сын. На трон взошёл младший сын Евфросиньи Бела III, который был отправлен братом заложником в Византию, 8 лет прожил там при дворе и был подконтролен императору Мануилу. На всякий случай, Белу сопровождало в Венгрию византийское войско, но никакого сколь-нибудь серьёзного сопротивления со стороны Ефросиньи и его младшего брата Гезы так и не последовало.
Евфросинья и Эстергомский архиепископ Лукаш пробовали было сделать королём её любимого сына Гезу, но их действия не имели успеха. В январе 1173 года Бела был коронован. Он посадил Гезу в тюрьму. Тот смог бежать, вероятно, при помощи Евфросиньи, но в 1177 года был вновь арестован. В 1186 году она снова попыталась его освободить, и тогда Бела заточил свою мать крепость Браничево. Освободив, он выслал её в Византию. Из Константинополя Евфросинья выехала в Иерусалим, где её сопровождала дочь Маргит. Евфросинья сначала была монахиней в монастыре госпитальеров, а затем в монастыре Святого Саввы.
В Иерусалиме она умерла в 1193 году. Тело её было привезено в Венгрию и похоронено в Секешфехерваре.

## Дети

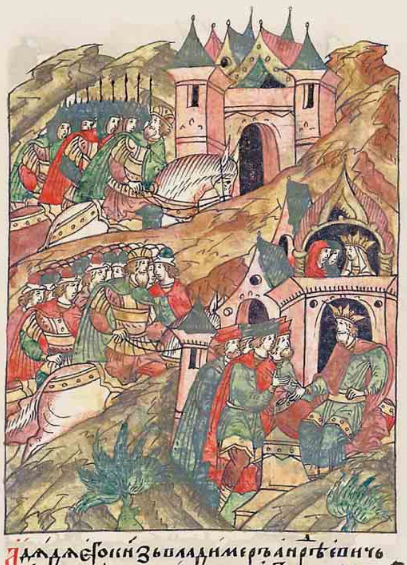
Геза II и Евфросинья принимают её брата Владимира Мстиславича. Из Лицевого летописного свода XVI в.

У Гезы II и Евфросиньи было восемь детей, из которых двое сыновей стали впоследствии королями Венгрии:
- Иштван III (1147—1172), король Венгрии
- Бела III (1148—1196), король Венгрии
- Елизавета (1149 — после 1190), жена князя Чехии Фридриха
- Геза (1151—1209)
- Арпад (ум. подростком)
- Адель (Одола) (ок. 1156 — после 1169), с 1164 года жена князя Чехии Святополка
- Илона (1158—1199), жена австрийского герцога Леопольда V
- Маргарита (Маргит) (1162—1208), посмертнорожденная. 1-й муж — Исаак Дука (Макродука); 2-й муж — Андраш, обергешпан Шомодя.

## Исследование ДНК
По данным генетиков, у её сына Белы III определена митохондриальная гаплогруппа H1b. В митохондриальной гаплогруппе H1b митохондриальная последовательность Ефросиньи Мстиславны и Белы III имеет самое близкое отношение к человеку из группы KL-VI Карпатского бассейна.